# Norbanus equs
Norbanus equs är en stekelart som beskrevs av Sureshan 2003. Norbanus equs ingår i släktet Norbanus och familjen puppglanssteklar. Inga underarter finns listade i Catalogue of Life.